# 광주우산초등학교
광주우산초등학교는 대한민국 광주광역시 북구에 있는 공립 초등학교이다.

## 학교 연혁
- 1981. 05. 06 광주우산국민학교 개교(20학급)
- 1983. 02. 16 제1회 졸업식(220명)
- 1992. 10. 20 교단 선진화 도덕과 시범학교
- 1995. 02. 28 시 지정 식생활 시범학교 운영발표
- 1996. 03. 01 광주우산초등학교로 개칭
- 1997. 12. 10 발명교실 개관
- 1998. 06. 19 시 지정 통일시범학교 운영 발표
- 2000. 06. 30 시지정 발명교육시범학교 운영 발표
- 2005. 03. 01 교육복지투자 우선지역 거점학교 지정
- 2006. 03. 01 특수학급(1학급) 신설
- 2015. 02. 16 제33회 졸업식(62명, 총 10,376명)
- 2019. 03. 01 제15대 김해임 교장 부임

## 참고 자료
- 광주우산초등학교 - 한국교육학술정보원 학교알리미